# La Cruz (Messico)
La Cruz è un comune del Messico, situato nello stato di Chihuahua.